# Achmad Subardjo

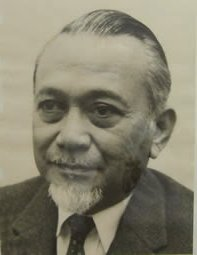
Achmad Subardjo

Achmad Subardjo (niederländisch auch Soebardjo; geboren 23. März 1896 auf Jawa, Indonesien; gestorben 15. Dezember 1978) war ein indonesischer Freiheitskämpfer und Außenminister.

## Leben und Werk
Achmad Subardjo wurde in West-Java, aus der javanischen Aristokratie stammend, geboren. Nach seinem Abschluss an der Batavia Law School im Jahr 1917 studierte er an der Universität Leiden und leitete zusammen mit Mohammad Hatta (1902–1980) und anderen die Indonesische Vereinigung internationaler Studenten. Nach seiner Rückkehr ging er im Jahr 1934 nach Japan und arbeitete er als Journalist. Ab September 1935 wirkte er auch als Korrespondent der Zeitung „Matahari“ in Tokio.
Während der Zeit des japanischen Militärregimes arbeitete er im Büro des Marineattachés in Jakarta, das unter Armeeherrschaft stand. Er unterrichtete junge Männer an der Privatschule „Dokuritsu Yōsei-juku“ (独立養正塾) und spielte auch eine zentrale Rolle bei der Vorbereitung für die Verkündung der Unabhängigkeitserklärung. Nach der Unabhängigkeit gab es einige unglückliche Zeiten, zu denen der „Zwischenfall vom 3. Juli 1946“ gehörte.
Subardjo wurde der erste Außenminister des unabhängigen Indonesiens und spielte eine aktive Rolle in der Außenpolitik sowie in Bereichen wie der allgemeinen Geschichte des Landes. Er beschäftigte sich weiterhin mit der Unabhängigkeitsbewegung und mit internationalen Themen. Zu seinen Übersetzungen ins Japanische gehören „Indonesische Unabhängigkeit und Revolution“ (インドネシアの独立と革命).